# 히라도번
히라도 번(일본어: 平戸藩 히라도한[*])은 히젠국 마쓰라군 및 소노기군 일부, 그리고 이키국을 다스렸던 번이다. 중심지인 번청은 히라도성(平戸城, 지금의 나가사키현 히라도시)이다.

## 번의 역사
가마쿠라 시대 이전부터 일본 나가사키현 북부의 호족이자 수군(해적) 세력이었던 마쓰라토(松浦党)에서 대두한 마쓰라 다카노부(松浦隆信)는 히젠 북부 및 이키(壱岐)를 아우르는 센고쿠 다이묘(戦国大名)로 성장하였다. 그 아들인 시게노부(鎮信, 시게노부 호인法印)은 덴쇼(天正) 15년(1587년) 도요토미 히데요시(豊臣秀吉)의 규슈 정벌(九州征伐) 당시 옛 영지인 기타마쓰라 군(北松浦郡) ・ 이키를 안도받았으며, 게이초(慶長) 5년(1600년) 세키가하라 전투(関ヶ原の戦い)에서 동군(東軍)에 가담, 도쿠가와 이에야스(徳川家康)로부터 6만 3천 석 영지를 안도받고 히라도 번(平戸藩)을 확립하였다.
4대 번주 시게노부(重信, 鎮信라고도 하며 법명은 덴쇼天祥)는 사촌 동생 노부사다(信貞)에게 이마부쿠(今福) 영지 1,500석을 나눠 맡게 하였다. 시게노부의 치세였던 간에이(寛永) 18년(1641년) 오란타(네덜란드) 상관(商館)이 히라도에서 나가사키의 데지마(出島)로 옮겨졌는데, 이는 히라도 번이 독점하고 있던 네덜란드와의 교역 이익을 독점하려는 목적이 있었다. 막부는 예외 조치로써 이제까지의 공의어료(公儀御料, 막부 직할령)의 원국봉행(遠国奉行)이 지배하는 지역에만 허용해오던 이토왓푸(糸割符) 제도에 히라도 상인들도 참가하는 것을 허락했지만, 그 이전까지 네덜란드 상관을 통해 히라도 번이 얻어 왔던 막대한 이익에 버금갈 정도의 보상이 되어주지는 못했다. 이후 번주 시게노부는 번의 내정을 되살리고자 검지(検地, 토지조사)를 실시하고 농업 ・ 어업 ・ 상업 등의 진흥을 추진해 번 재정의 기초를 다졌다. 조쿄(貞享) 4년(1687년)에는 가신(家臣)의 급여제도를 개혁해 지행제(知行制)에서 봉록제(俸禄制)로 전환하였다.
5대 번주 다카시(棟)는 겐로쿠(元祿) 2년(1689년) 동생인 마사시(昌)에게 1만 석을 나눠 주고 히라도 신덴 번(平戸新田藩)을 세우게 하였다. 다카시는 도자마 다이묘(外様大名)로써 막부의 소샤반(奏者番) 겸 지샤부교(寺社奉行)로 승진하였으나, 이에 들어 가는 비용 지출이나 호에이(寶永) 4년(1707년)의 히라도 성(平戸城) 재건 공사로 번의 재정은 궁핍해졌다.
9대 번주 기요시(清, 마쓰라 세이잔松浦静山)는 번 최대 규모라 할 「간세이 개혁(寛政の改革)」을 단행했고, 국허(国許) ・ 에도(江戸) 정치와 재무 방면의 대대적 조직 개혁을 단행하였다. 세이잔은 또한 전278권에 달하는 수필집 갑자야화(甲子夜話)를 저술한 것으로 알려져 있으며, 딸인 아이코(愛子)는 훗날 메이지 천황(明治天皇)의 외조모가 되었다.
12대 번주 아키라(詮)의 시대에 이르러, 막부는 기울어가고 있었다. 제2차 조슈(長州) 정벌 이후 히라도 번의 의론은 막부 타도로 기울었고, 게이오(慶應) 4년(1868년) 보신전쟁(戊辰戦争) 발발 직후 정부군측에 가담할 의사를 명확히 하는 동시에 군제 개혁을 통해 서양식 총부대를 편성한다. 이들은 오슈(奥州) 지역을 돌며 여러 차례 전투를 치렀다.
1871년(메이지 4년) 폐번치현에 따라 옛 히라도 번의 영지는 히라도 현(平戸県)이 되었다가 나가사키현으로 편입되었다. 번주 마쓰라 씨 집안은 화족(華族)이 되었으며, 1884년(메이지 17년) 백작(伯爵)의 작위를 받았다.

## 역대 번주

### 마쓰라 가
| 대수 | 번주                     | 초상화 | 재임 기간       | 비고                    |
| ---- | ------------------------ | ------ | --------------- | ----------------------- |
| 1    | 마쓰라 시게노부 松浦鎮信 |        | 1587년 ~ 1600년 |                         |
| 2    | 마쓰라 히사노부 松浦久信 |        | 1600년 ~ 1602년 |                         |
| 3    | 마쓰라 다카노부 松浦隆信 |        | 1603년 ~ 1637년 |                         |
| 4    | 마쓰라 시게노부 松浦重信 |        | 1637년 ~ 1689년 | 은거중엔 鎮信(시게노부) |
| 5    | 마쓰라 다카시 松浦棟     |        | 1689년 ~ 1713년 |                         |
| 6    | 마쓰라 아쓰노부 松浦篤信 |        | 1713년 ~ 1727년 |                         |
| 7    | 마쓰라 아리노부 松浦有信 |        | 1727년 ~ 1728년 |                         |
| 8    | 마쓰라 사네노부 松浦誠信 |        | 1728년 ~ 1775년 |                         |
| 9    | 마쓰라 기요시 松浦清     |        | 1775년 ~ 1806년 |                         |
| 10   | 마쓰라 히로무 松浦熈     |        | 1806년 ~ 1841년 |                         |
| 11   | 마쓰라 데라스 松浦曜     |        | 1841년 ~ 1858년 |                         |
| 12   | 마쓰라 아키라 松浦詮     |        | 1858년 ~ 1871년 |                         |

## 지번

### 히라도 신덴번
히라도 신덴 번(平戸新田藩)은 히라도 번의 지번으로서 히라도 다테야마 번(平戸館山藩)으로도 불렸다. 1884년(메이지 17년) 자작(子爵)의 작위를 받았다.

### 역대 번주
마쓰라가
도자마 1만석
1. 마사시(昌)
2. 사토시(邑)
3. 지카시(鄰)
4. 이타루(到)
5. 다카시(宝)
6. 다다시(矩)
7. 지카시(良)
8. 히카루(晧)
9. 나가시(脩)

## 같이 보기
- 마쓰라토